# Iberdrola Renovables
Iberdrola Renovables era una multinacional española del mercado de la energía renovable presente en más de 20 países. Estaba encabezada por Iberdrola, que poseía el 80 % de su capital social. En julio de 2011 Iberdrola se fusionó con su filial de energías renovables, con lo cual lo que era Iberdrola Renovables constituye actualmente el negocio de renovables de Iberdrola.

## Historia
Iberdrola Renovables se registró en Madrid ya desde la propia creación de la compañía en 2001. En 2009 cambió su sede social a Valencia, aunque siguió manteniendo importantes recursos humanos tanto en Madrid como en Bilbao, origen de la compañía.

### Salida a bolsa
La compañía salió a bolsa de valores a finales de 2007 y captó 300 000 accionistas minoritarios, situándose como la sexta empresa por capitalización.
La expectación que provocó el estreno bursátil de Iberdrola Renovables, la filial de energías limpias de Iberdrola no se vio defraudada. Iberdrola sacó al mercado el 20 % del capital de Iberdrola Renovables a través de una suscripción de acciones (ampliación de capital), colocando un total de 844 812 980 acciones a un precio de 5,3 euros por cada título.
La operación bursátil se elevó a una cifra de unos 5000 millones de euros, situándose así como la mayor colocación en el parqué español de una nueva empresa, por encima de otras grandes operaciones, como la de Criteria, el hólding empresarial de La Caixa, que debutó este mismo año, o la de Inditex, que lo hizo en 2001.
La colocación de Renovables incluso igualó o superó las enormes operaciones bursátiles de finales de los años noventa, en plena fiebre de las privatizaciones en España. Fue muy superior a la colocación del último tramo que salió a bolsa de Telefónica, en 1997 y estuvo ligeramente por encima de la venta del último tramo de Repsol, en 1998, y quedará ligeramente por debajo de la que protagonizó Endesa también ese mismo año, en su última fase de privatización.

### Fusión con Iberdrola
En julio de 2011, Iberdrola se fusionó con su filial de energías renovables, con lo que Iberdrola Renovables constituye actualmente el negocio de renovables de Iberdrola.

### Principales activos
- Centros de Operación de Energías Renovables - CORE (Toledo, Portland y Glasgow)

Los Centros de Operación de Energías Renovables de Iberdrola, ubicados en Toledo, Portland y Glasgow, son las instalaciones de renovables más importantes del mundo, pioneras en el sector eléctrico por su avanzada tecnología. Desde estos centros, se controlan las 24 horas del día y los 365 días del año todas las instalaciones renovables de Iberdrola por todo el mundo y sus subestaciones asociadas. El primer CORE de Iberdrola se instaló en Toledo en 2003 y posteriormente se han ido poniendo en funcionamiento el resto de ellos.
- Complejo eólico de Whitelee (Glasgow, Escocia) Parque eólico de Whitelee Glasgow.

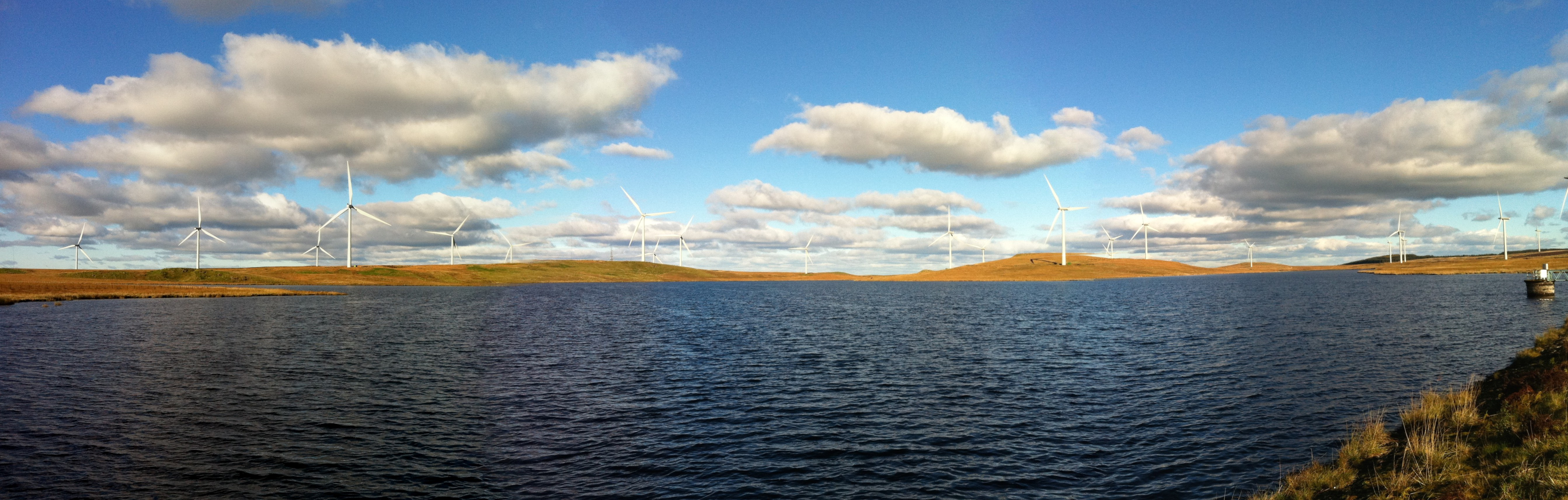
Parque eólico de Whitelee Glasgow.

Es el mayor parque eólico de Europa. Cuenta con una capacidad instalada, en una primera fase, de 322 MW, que se está ampliando en estos momentos hasta los 539 MW. El complejo está situado al sur de Glasgow y cubre una superficie de 55 kilómetros cuadrados, el equivalente al tamaño de la propia Glasgow. Cuenta con un aula educativa sobre las  energías renovables, la primera de estas características en Reino Unido, que está permitiendo la difusión masiva de información acerca de las principales características de las distintas energías renovables. Whitelee ha obtenido el prestigioso Queen’s Award por su compromiso con la sostenibilidad. El galardón ha venido a reconocer la excelencia en la gestión del hábitat del entorno, así como el fomento de la implicación de la población local con este proyecto de energías renovables.
- Complejo eólico de El Andévalo (Huelva)

El Complejo eólico de El Andévalo, puesto en marcha en 2010, es la instalación eólica más grande de España y de la Europa Continental. Dispone de una potencia de 292 MW y está situado entre los municipios de El Almendro, Alosno, San Silvestre y Puebla de Guzmán, al sur de la provincia de Huelva. Para evacuar la energía generada por estos parques y conectarlos a la red de transporte, la empresa ha construido una nueva línea de 120 kilómetros de longitud entre España y Portugal que ha convertido este Complejo eólico en un punto estratégico en las interconexiones eléctricas entre ambos países. 
- Complejo eólico de Peñascal (Texas, EE. UU.)

El complejo eólico de Peñascal es la instalación más grande de la empresa en el mundo, con 404 MW de potencia. Está situado en el Condado de Kenedy (Texas) y, entre las novedades que incluye, figura un radar que permite detectar la llegada de grandes bandadas de aves migratorias y parar los aerogeneradores si las condiciones de visibilidad son un peligro para estas.